# Mahous
Pour les articles homonymes, voir Mahou.
Les Mahous sont un peuple mandé d'Afrique de l'Ouest établi dans le nord-ouest de la Côte d'Ivoire.
D’une manière globale, le Mahou est à la fois un peuple et un dialecte mandingue de la Côte d'Ivoire.
Le pays Mahou recouvre la région de Bafing (signifiant « fleuve noir » en mandingue), du nom du fleuve qui coule à environ 71 km au sud de la ville de Touba et qui se jette dans le Sassandra au Sud-ouest du Parc national du Mont Sangbé.

## Population
Les Mahouka (9 %) sont un des petits groupes qui, avec notamment les Mandinka, forment le groupe des « Malinké occidentaux ».
La population est estimée à 192 493 habitants selon le recensement de 1998. Il existe une diaspora dans plusieurs villes du centre et du sud de la Côte d’Ivoire et dans certains pays occidentaux.

## Situation géographique

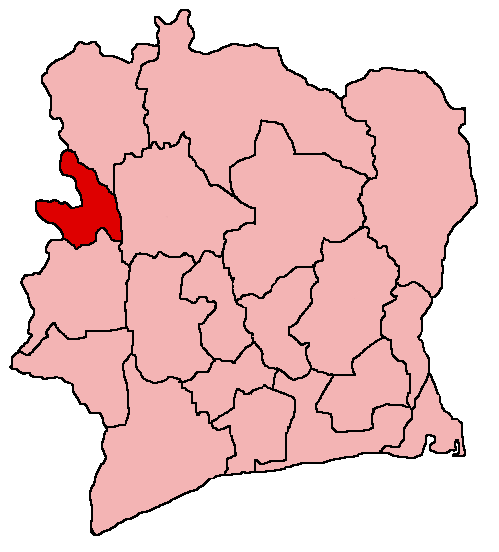
Le Bafing, la région des Mahou de Côte d’Ivoire

Le Bafing est l’une des 19 régions de la Côte d’Ivoire. Il est situé au Nord-ouest de la Côte d’Ivoire et a une superficie de 8 720 km2. Ses voisins sont :
- au Sud, la région des Dix-Huit Montagnes ;
- au Nord, la région du Denguélé ;
- à l’Est, la région du Worodougou ;
- à l’Ouest, la république de Guinée.

La ville de Touba est la capitale du pays Mahou. Elle est située à environ 650 km d’Abidjan, la capitale économique de la Côte d’Ivoire et à environ 350 km de Yamoussoukro la capitale politique.

## Géologie, relief, climat
La géologie du pays Mahou est dominée de granitoïdes et de gneiss divers. Le réseau minier est constitué de nickel, d’indices de fer, d’or et de diamant. Le relief est fait de plateaux parsemés de collines. La végétation est de type savane arborée avec quelques forêts par endroit. Le climat alterne entre deux saisons : la saison des pluies (avril à octobre) et la saison sèche (novembre à mars). La pluviométrie varie de 1200 à 1 400 mm de pluie par an et la saison culturale s’étend de 165 à 270 jours,.
Les températures moyennes mensuelles oscillent entre 25,3 et 31,3 °C.

## Hydrographie
Le pays Mahou est drainé par trois fleuves et quelques petits cours d’eau. Ces fleuves sont des affluents du Sassandra. Le fleuve Bafing forme une frontière naturelle entre la région du Bafing et la région des Dix-Huit Montagnes, et ce jusqu’aux environs du village de Bogouiné. Le Férédougouba ou Bagbé coule à environ 13 km au Nord de Touba et se jette également dans le Sassandra à Dabala au Sud du complexe sucrier de Borotou-Koro. Le troisième fleuve, Boa, part du Nord de la région et se jette dans le Sassandra aux environs du village de Vialadougou près du complexe sucrier de Borotou-Koro. La Boa forme une frontière naturelle entre la région du Bafing et la région du Denguélé. Le Sassandra forme une frontière naturelle entre la région du Bafing et la région du Worodougou.

## Réseau routier

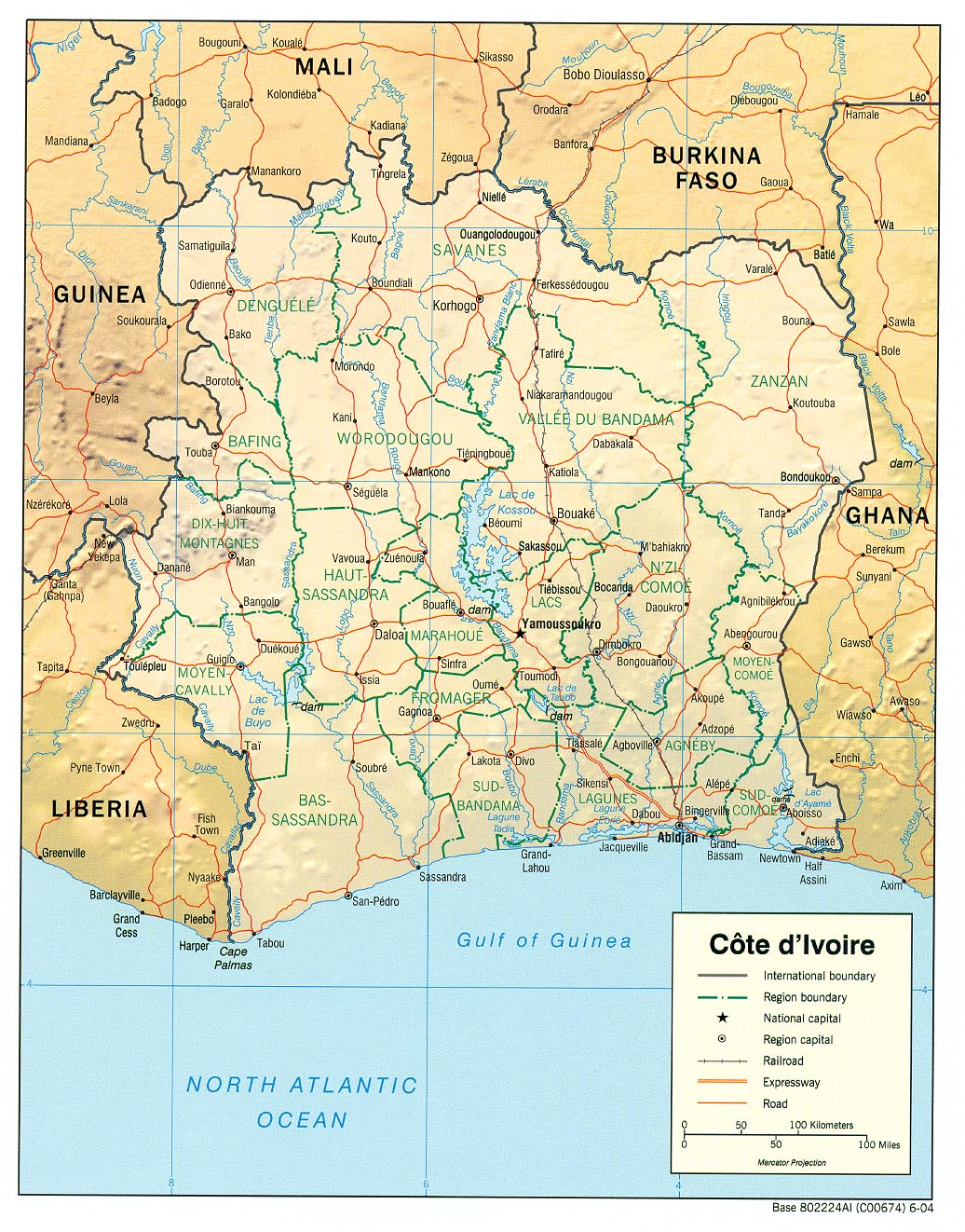
La A7 relie Man à Odienné en traversant le Bafing.

Le pays Mahou bénéficie de l’axe bitumé entre Man et Odienné ; la A7 passant par Foungouésso, Touba, Ngorondougou, Booro, Koro, Nigbila et Borotou. Le Mahou dispose au total de 2 098 km de route dont 132 km bitumé et 1 966 km de pistes.

## Départements et élus locaux
Le pays Mahou est constitué de trois départements regroupant 368 villages: le département de Touba, le département de Koro et le département de Ouaninou. Touba a été érigé en département le 9 juin 1969.
Aux élections législatives de 2000, le pays Mahou avait sept communes : Booko, Borotou, Guintéguéla, Koonan, Koro, Ouaninou et Touba.
| Année          | Booko                      | Borotou                         | Guintéguéla                  | Koonan                   | Koro                             | Ouaninou                             | Touba                |
| -------------- | -------------------------- | ------------------------------- | ---------------------------- | ------------------------ | -------------------------------- | ------------------------------------ | -------------------- |
| 2000 - 2013    | Lassina Diomandé (RDR)     | Amadou Dosso (feu - 2009) (RDR) | Vafoumba Bamba (indépendant) | Vassidiki Bamba (PDCI)   | Namory Soumahoro (RDR)           | Amara Diomandé (RDR)                 | Amara Bamba (RDR)    |
| 2013 - 2018    | Fofana Salif (indépendant) | Mamadou Dosso (indépendant)     | Sory Bamba (indépendant)     | Minfegue Bamba (RDR)     | Youssouf Soumahoro (indépendant) | Youssouf Dosso (indépendant)         | Lamine Bamba (RDR)   |
| 2018 - 2023    | Inza Bamba (indépendant)   | Adama Diomandé (indépendant)    | Mamadou Bamba (indépendant)  | Abou Bamba (indépendant) | Abdoul Dramane Bakayoko (RHDP)   | Youssouf Dosso (RHDP)                | Adama Doumbia (RHDP) |
| 2023 - ce jour | Salif Fofana (RHDP)        | Adama Diomandé (RHDP)           | Mamadou Bamba (RHDP)         | Abou Bamba (RHDP)        | Abdoul Dramane Bakayoko (RHDP)   | Ahmara Abdoul Diomandé (indépendant) | Moussa Sanogo (RHDP) |

Le colonel Karamoko Fodé Sako (RDR) est le premier président du Conseil général de Touba, élu en 2002. L’année 2002 correspond également à la date de la reconnaissance officielle du nom Bafing du pays Mahou.
Le Président du Conseil Général du 22 avril 2013 au 13 octobre 2018 était Lassina Diomandé (indépendant) de Booko.
Le Président du Conseil Général élu le 13 octobre 2018 est l'ex-Ministre Mamadou Sanogo (RHPD) de Ganhoué.

## Économie
Les principales activités économiques du pays Mahou sont l’agriculture, l’agro-industrie, l’élevage et le commerce.

### Agriculture
Les cultures de rentes sont la canne à sucre, le soja, le riz et la noix de cajou ou anacarde. Ces cultures occupent et retiennent sur place une partie de la jeunesse. Les cultures du maïs, de l’igname, de la patate douce, de l’arachide, du manioc, du coton et de la banane plantain sont également pratiquées dans le pays Mahou. Le riz reste cependant la culture vivrière dominante,. La culture du riz se fait essentiellement dans les bas-fonds.

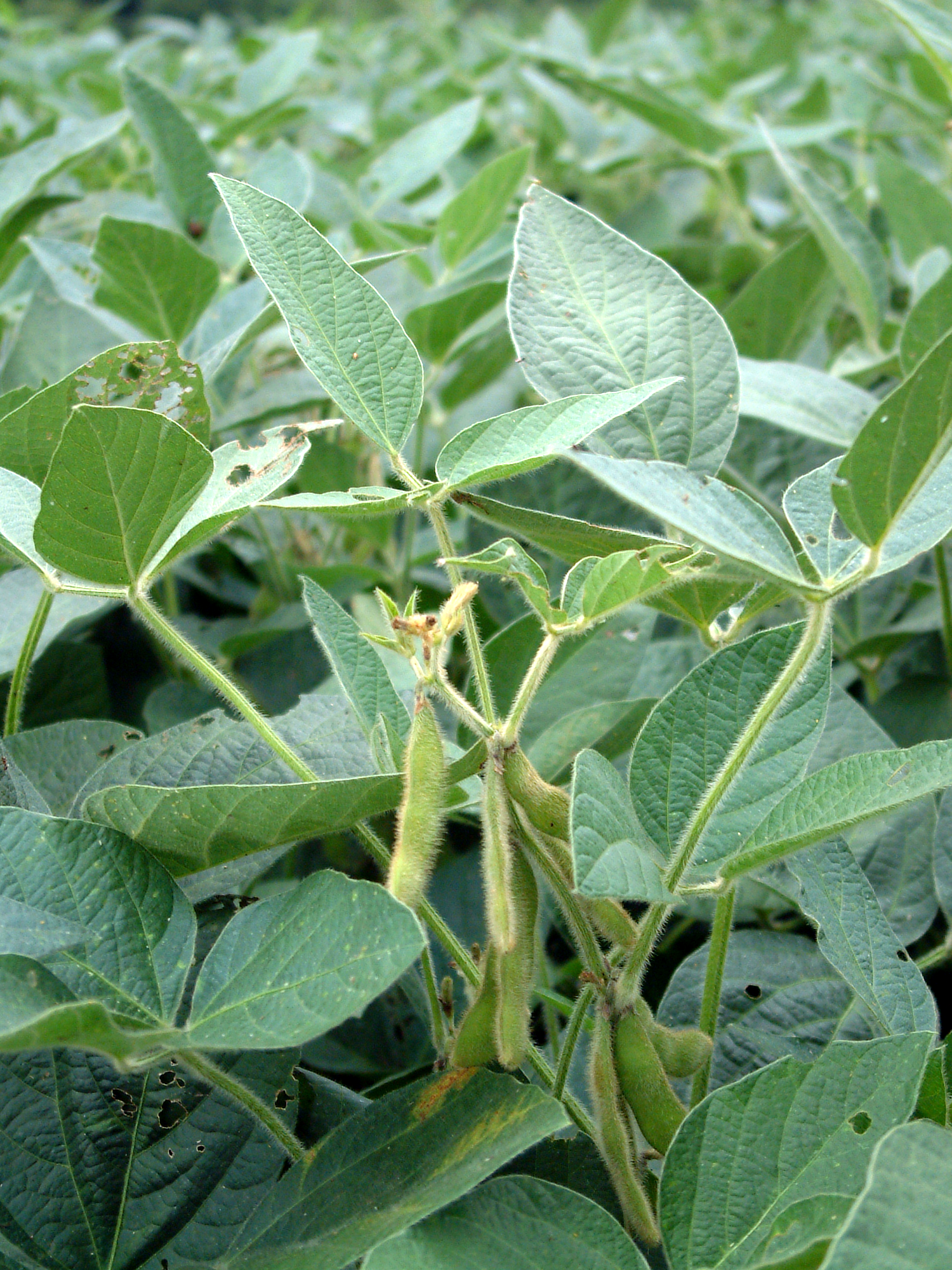
Les Feuilles des plantes de Soja: Matière première riche en azote, utilisée dans l’alimentation animale

Le nombre de plantations villageoises de canne à sucre est estimé à 972. Le projet soja a été introduit au début des années 1990. Le rendement moyen de la production du soja dans la région est compris entre 11,5 quintaux par hectare et 25 q/ha selon le type variété semée,.

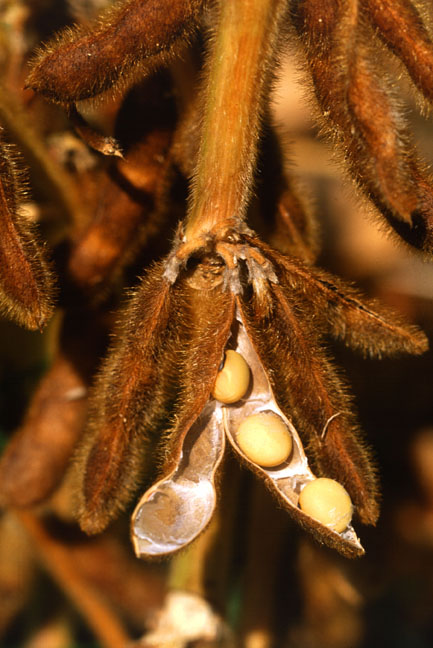
Les Graines de Soja : Matière première riche en azote, utilisée dans l’alimentation humaine, notamment la production de lait de soja

Les données du ministère de l’Agriculture en 1984 donnent une idée des rendements de quelques cultures vivrières en pays Mahou. Le rendement du riz est comparable à la moyenne nationale de la Côte d'Ivoire. Les rendements de l’igname et du manioc sont par contre supérieurs à la moyenne nationale. Des rendements de 30,9 q/ha pour le maïs, 20,3 q/ha pour le riz pluvial et 58,0 q/ha pour le riz irrigué ont été obtenus sur des parcelles posées au cours de la saison culturale 2007 par l’Agence nationale d'appui au développement rural (ANADER).
| Culture  | Production (tonnes) | Surface cultivée (ha) | Rendement local (q/ha) | Rendement national (q/ha) |
| -------- | ------------------- | --------------------- | ---------------------- | ------------------------- |
| Riz      | 15 600              | 12 700                | 12,3                   | 12,5                      |
| Maïs     | 8 100               | 12 000                | 6,8                    | 8,7                       |
| Igname   | 25 000              | 1 600                 | 156,3                  | 96,9                      |
| Manioc   | 38 000              | 3 700                 | 102,7                  | 54,3                      |
| Arachide | 2 700               | 3 200                 | 8,4                    |                           |

Le pays Mahou fait partie des 10 principales régions de production d’anacarde en Côte d’Ivoire. Il fait également partie des régions de production du coton. Les estimations rapportées pour la production annuelle d’anacarde et de coton sont 308 tonnes et 2 749 tonnes respectivement. Ces productions sont faibles mais les surfaces cultivées correspondantes sont inconnues.
Dans la localité de Touba, on trouve quelques ares de bananes plantains près des rizières.

### Agro-industrie
L’agro-industrie du pays Mahou est essentiellement basée sur le soja et le sucre. Une entreprise de production de sucre existe à l’Est de Koro ; c’est le complexe sucrier de Borotou-Koro. Il est opérationnel depuis 1978-1979. Ce complexe, géré depuis 1997 par le groupe privé Sucrivoire, a une capacité de production comprise entre 30 000 et 40 000 tonnes de sucre par an. Il est approvisionné par les 972 plantations villageoises de canne à sucre.

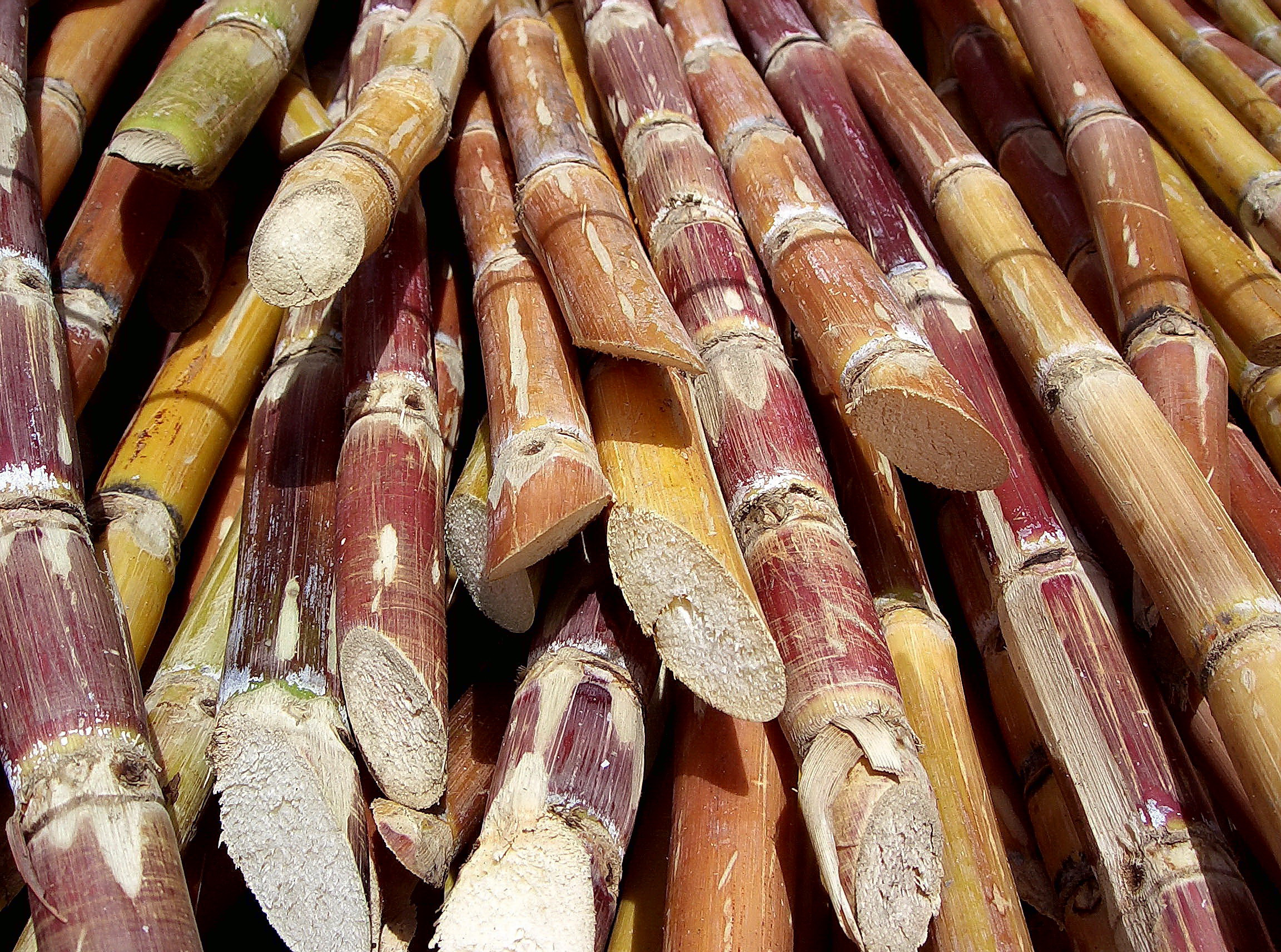
La canne à sucre : matière première utilisée pour la production de sucre à Borotou-Koro

### Élevage et commerce
L'élevage est l'une des principales activités économiques du pays Mahou avec un effectif global de plus de 20 000 bovins, 39 000 ovins, 7 300 caprins et 700 porcins. Selon les statistiques du Programme alimentaire mondial (PAM), 85 % des ménages du pays Mahou possèdent des animaux d’élevage : 71 % des volailles, 38 % des ovins et 31 % des caprins.
Le commerce est principalement dominé par la vente du riz. Une étude de l’ORSTOM présente le pays Mahou comme une des régions de Côte d’Ivoire les plus exportatrices de riz.
Les marchés des grandes localités sont organisés selon un principe de fonctionnement tournant. Le marché de Borotou se tient le lundi, celui de Koro le jeudi, celui de Touba le samedi et celui de Ouaninou le dimanche.

## Infrastructures sanitaires et scolaires
Le pays Mahou dispose d’un hôpital, d’un centre d’hygiène publique et de 31 centres de santé. On y dénombre 103 écoles primaires et 3 établissements secondaires.
À Abidjan, le Lycée moderne technique le Mahou a été fondé par un ressortissant du pays Mahou. Il est localisé au quartier Plateau-Dokui.

## Croyances religieuses

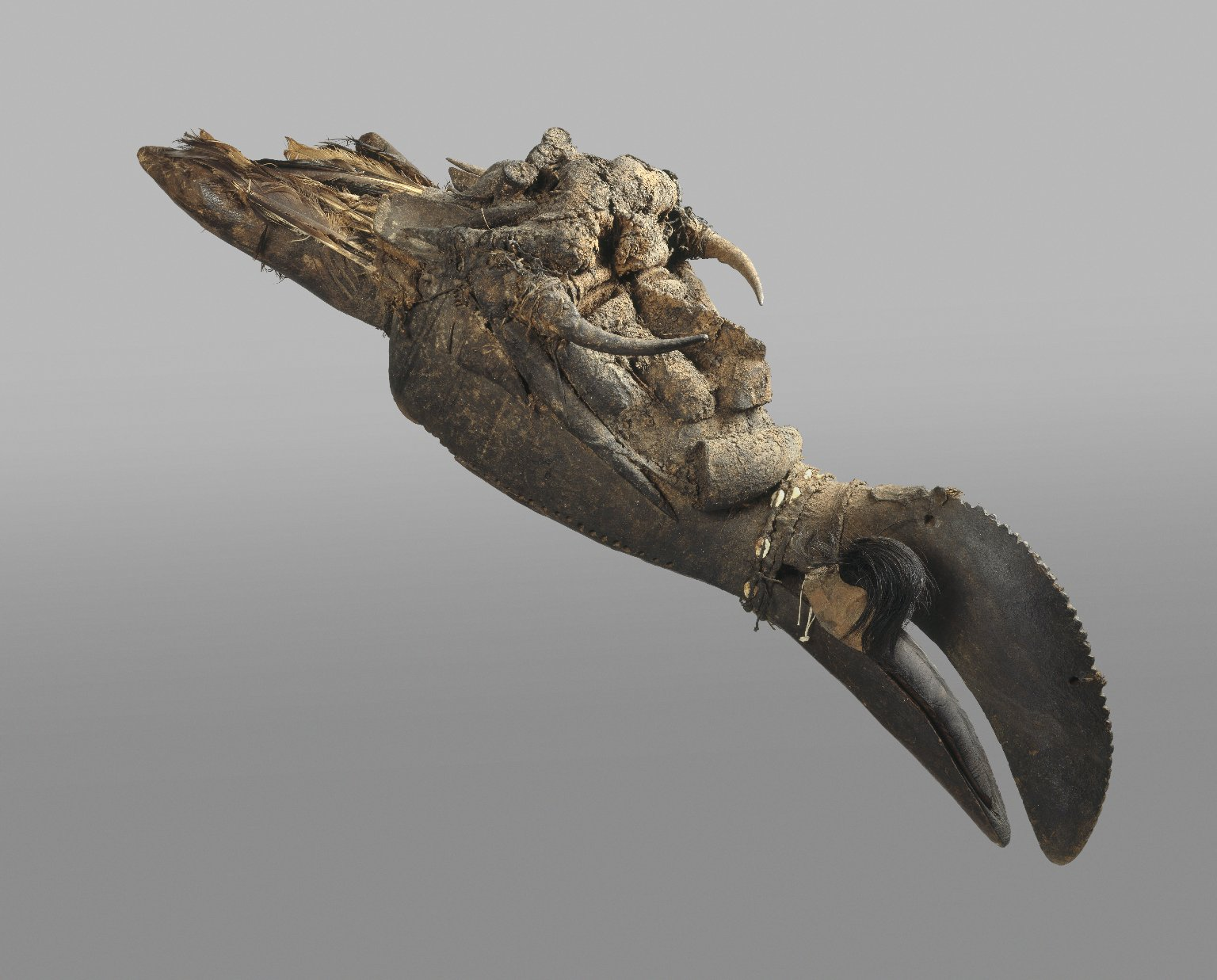
Masque koma ba

La société Mahou est à l’origine animiste. Le masque "Sabgé", propriété des Diomandé, était utilisé pour chasser les sorciers et les mauvais esprits. Les Diomandé ont eu contact avec l’islam probablement à la fin du XVIIIe siècle. Dans la localité de Koro, précisément à Nigbila, l’ancêtre des Soumahoro adorait une montagne du nom de Kuninguu. Cependant, le nom du créateur suprême existait chez le Mahou à savoir: Kolayèman Massa ou Dan-ni Massa.
La quasi-totalité du pays Mahou est aujourd’hui islamisée. Il existe une minorité chrétienne. Koro est une terre de pèlerinage pour les habitants du pays Mahou. Elle tire cette reconnaissance de la piété de son fondateur, El-Hadji Moussa Bakayoko qui fonda le village de Koro entre le XIVe siècle et le XVIe siècle,,. Il fit sept fois le pèlerinage à la Mecque à une époque où le voyage se faisait à pieds puis dans des caravanes. On attribue à ses prières l’existence de la rivière Yirima située à l’entrée de Koro. Dans les alentours du village, il n’y avait pas d’eau.
Les Mahous maintiennent et entretiennent les liens avec les ancêtres. Ainsi, il est de coutume chez le Mahou de faire des sacrifices en l’honneur des ancêtres à des moments précis de l’année. Selon les moyens, ce sacrifice peut être un coq, un bélier ou un bœuf que l’on immolera après avoir invoqué le créateur suprême.

## Structure sociale
La société Mahou était autrefois organisée en groupes sociaux hiérarchisés et en castes tels, les castes des forgerons ou Noumou-lou et des griots ou Dyéli-lou. Cette structure hiérarchique est de moins en moins apparente de nos jours, probablement en raison de l’islamisation.

## Attractions du pays mahou

### Masques échassiers
Les masques se déplaçant sur des échasses et appelés échassiers sont une des attractions touristiques du pays Mahou. Les échassiers sont toutefois en voie de disparition dans plusieurs villages en raison de l’islamisation qui recommande de se défaire de tout ce qui a une apparence de fétiche.

### Parc national du Mont Sangbé
La partie septentrionale du Parc national du Mont Sangbé est située dans la région du Bafing au voisinage des villages de Bonzo et de Sorotana. Le Parc du Mont Sangbé est l’un des cinq grands parcs de la Côte d’Ivoire avec une superficie de 95 000 hectares. Il est à cheval entre la région des Dix-Huit Montagnes et la région du Bafing. La faune du parc comprend des éléphants, des buffles, des antilopes et des singes.

### Mausolée d’El-Hadji Moussa Bakayoko
Le mausolée d’El-Hadji Moussa Bakayoko à Koro est un lieu de recueillement. Il a la particularité d’être situé au sein du village. La tombe est recouverte de sable graviers concassés et est entourée de quatre murs d’environ 1 à 1,5 m de hauteur avec une entrée. Les présidents Félix Houphouët-Boigny, Henri Konan Bédié et Laurent Gbagbo y sont passés.

### Mausolée de Mema Febouké ou Fadiga Aboubakar Sidik
Le mausolée de Mema Febouké à Toutié est un lieu de recueillement. Toutié est dans la sous-préfecture de Ouaninou sur l'axe Ouaninou-Ganhoué. Le mausolée est situé à l'entrée du village en venant de Ganhoué. Sur la tombe a poussé un fromager dont les alentours sont nettoyés depuis plus de trois siècles par la famille Fadiga de Toutié pour le recueillement de ses descendants mais aussi de tous musulmans. Fadiga Aboubakar Sidik était un fidèle adorateur d'Allah et un soumis a la sunna, il fut un érudit.

### Grottes de Ouaninou
Dans la localité de Ouaninou, une grotte servait de lieu de passage pour les premiers habitants du pays Mahou. Cette grotte reliait la Côte d’Ivoire à la Guinée. Les grottes de Toutché, sont qualifiées de fortune touristique.

### Poissons sacrés de Silakoro
Situé à 16 km de Touba, le village de Silakoro, dernier bastion de l’animisme du Mahou, est connu pour sa mare aux poissons sacrés. Les silures de Silakoro sont censés incarner l’âme des ancêtres. La mare est de ce fait le lieu de culte des villageois.

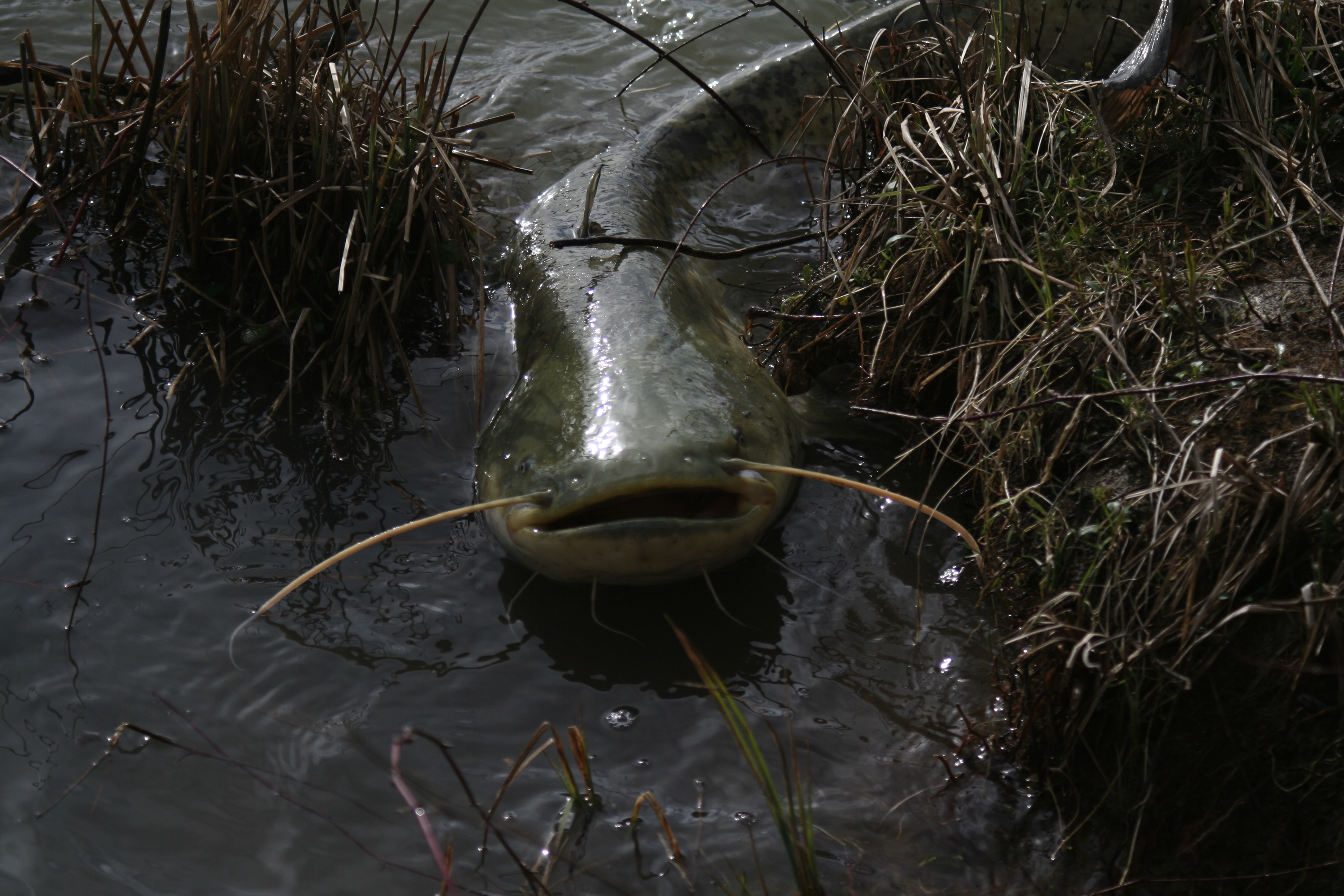
Le silure, poisson sacré de Silakoro.

### Forgerons de Yo
Yo, village situé à 5 km de Touba est connu grâce à ses forgerons. À Yo, le visiteur découvrira le mystère des forges.

## Dialectes du mahouka

### Dialecte par localité
Le pays Mahou est composé de groupes de populations qui parlent différents dialectes du mahouka, la langue mahou. Ces dialectes sont caractérisés par un accent particulier. Du Sud vers le Nord; c’est-à-dire de Foungouésso vers Borotou, les populations ont un accent plus prononcé. Le regroupement des populations en classes dialectiques n’est pas très aisé à faire car il n’y a en réalité pas de délimitation physique entre elles et il y a brassage des populations par le mariage. Le Baralaka fait partie d’un ensemble plus large appelé Finanka. Le Finanka est parlé dans les localités de Borotou, Booko, Niokosso, Touresso et Vafindougou.
| Dialecte    | Localité                                                                   |
| ----------- | -------------------------------------------------------------------------- |
| Baralaka    | Booko, Mahandougou                                                         |
| Finanka     | Borotou, Niokosso                                                          |
| Famocika    | Gouanan, Fouénan                                                           |
| Gbonikawaka | Ouaninou, Koonan                                                           |
| Kandèssika  | Touba, Tienko, Sokourala, Yala, Minbala, Fouala, Madinan, Yoman, Fahimasso |
| Koroka      | Koro, Gouaké(Baké), Babouèsso, Nigbila, Kountiguisso, Moako, Massala       |
| Saakoulaka  | Gbélo, Goho, Mandougou, Gouékan, Ganhoué,Têkô                              |
| Sesassika   | Dioman,Tienko                                                              |
| Teneka      | Guintéguéla, Guébasso, Kamolo, Tienfou, Vassèso                            |

### Compréhension du mahouka par d’autres populations
Les statistiques révèlent les taux de compréhension suivant du Mahouka par certaines populations du Nord de la Côte d’Ivoire:
- 20,5 % par les originaires de Boundiali (Savane)
- 30,0 % par les originaires de Kong (Savane)
- 77,0 % par les originaires de Tiéningboué (Worodougou)
- 79,5 % par les originaires de Séguéla (Worodougou)
- 88,0 % par les originaires de Mankono (Worodougou)

## Les kabla du Mahou

### Définition et rôle des kabla
Au sein d’un village Mahou, les unités familiales sont regroupées en kabla. Un kabla représente une grande famille dont les membres ont le même patronyme, le dyamou ou Sia en langue locale (signifiant nom de famille). Par exemple à Kamassella, les familles Diabaté forment un kabla, à Ganhoué, les familles Sanogo un autre et à Ferentella, les familles Soumahoro forment un kabla. Le concept de kabla renforce les liens entre les cousins, entre les cousins germains et entre les cousins sous-germains. Le kabla joue un rôle de premier plan lors des funérailles ou des mariages.
Les membres du kabla sont liés au même ancêtre et sont réunis sous l'autorité d'un chef de kabla. La succession à la tête du kabla se fait en ligne collatérale. Le pouvoir du chef de kabla qui décède est transmis à la personne qui le suit immédiatement en âge dans sa génération. Lorsque tous les hommes d’une génération sont décédés, le pouvoir est transmis au plus âgé de la génération suivante.
Chaque kabla jouit d'un certain prestige historique. Voici quelques exemples; 
- Les Diomandé à Ouaninou et dans plusieurs villages du Mahou sont respectés pour leur stature ancestrale de propriétaires terriens. Ils sont suivis dans l’ordre protocolaire de la tradition par les Koné.
- Les Bakayoko à Koro jouissent de l’aura et de la piété de leur ancêtre El-Hadji Moussa Bakayoko. Ils sont considérés comme de grands maîtres coraniques.
- Les Fadiga à Touba sont honorés pour le savoir intellectuel (savoir coranique) de leurs ancêtres.
- Les Kallo à Koro sont respectés pour avoir réussi à persuader, entre le XIVe siècle et le XVIe siècle, les Soumahoro à adhérer à la religion musulmane. Leur ancêtre Fodé Kallo a été le principal acteur de cette persuasion. Les Soumahoro ont par la suite eu à Koro des maîtres coraniques dont Kammba (Karamogoba) Soumahoro décédé en 2006.
- Les Touré qui sont les chefs du village de Madinan pour leurs terres

Au sein du kabla se trouvent différents Boon-da qui signifient Portes. L’étendu du Boon-da n’est pas très bien défini. Il peut se limiter aux enfants d’un même père ou rassembler les enfants d’un même grand-père.

### Quelques kabla du Mahou
Le Tableau 3 résume une liste de 15 noms de Kabla du Mahou. Comme précédemment indiqué à la Section 4, les accents des populations sont plus prononcés à mesure qu’on se déplace de Foungouésso (Sud) vers Borotou (Nord). Cela a parfois eu un impact sur l’écriture de certains noms. Du fait de ces anomalies administratives, on a au moins quatre variantes du nom Bakayoko. Tous les porteurs de ces noms appartiennent au Kabla Bakayoko car ils ont le même ancêtre El-Hadji Moussa Bakayoko. Il s’agit des noms Bagayogo, Bayogo, Bayo et Bayoko.
| No. | Nom du kabla | Variante orthographique        | Nom d’éloge            | Nom Equivalent | Quelques Localités du Mahou                                                                         |
| --- | ------------ | ------------------------------ | ---------------------- | -------------- | --------------------------------------------------------------------------------------------------- |
| 1   | Bamba        |                                | Djikoulou-Bamba        |                | Touba, Koro, Gouaké (Baké), Ferentella, Guintéguéla, Koonan, Gbélo, Borotou,Têko                    |
| 2   | Bakayoko     | Bagayogo, Bayo, Bayogo, Bayoko | Layimusa-moini         |                | Koro, Bayola, Guintéguéla,Madinan                                                                   |
| 3   | Chérif       | Sérifou, Sêfou, Shérif         | Aïdara                 | Traoré         | Babouèsso, Ganhoué, Ferentella                                                                      |
| 4   | Diabaté      | Diabagaté                      | Sanghoï-Djoula-Diabaté |                | Kamassella                                                                                          |
| 5   | Diomandé     | Dyomandé, Yomandé              | Koyé, Fingaman         | Camara         | Touba, Booko, Ouaninou, Koonan, Bianko                                                              |
| 6   | Dosso        |                                |                        |                | Borotou, Niokosso, Sokourala (Mahou-Sokourala)                                                      |
| 7   | Doumbia      | Doumouya                       | Fakoly                 | Koman          | Koro , Ouaninou                                                                                     |
| 8   | Fadiga       | Fadika, Fatiga                 | Doubassi               |                | Touba                                                                                               |
| 9   | Fofana       |                                |                        |                | Touba, Dola, Minbala                                                                                |
| 10  | Kallo        | Kalo, Kalogo, Kaloko           | Yangouba               | Doukouré       | Koro, Sokourala (Mahou-Sokourala)                                                                   |
| 11  | Koné         |                                | Sagaraka Kamoura       |                | Booko, Ganhoué                                                                                      |
| 12  | Sako         |                                |                        |                | Touba, Mimbala, Madinan                                                                             |
| 13  | Sanogo       | Sakanoko, Sakanogo             | Doukala                |                | Touba, Ganhoué                                                                                      |
| 14  | Soumahoro    | Soumaoro                       |                        | Kanté          | Koro, Booko, Tiasso, Nigbila, Ferentella, Kamassela, Sanghor                                        |
| 15  | Meité        |                                |                        |                | Toranou, Mahandougou, silafresso                                                                    |
| 16  | Touré        | Bayou Touré                    | Mandjou Magnon         | Makadi         | Touba, Ganhoué, Touresso, Ferentella, Foungbesso, Guintéguéla, Sokourala (Mahou-Sokourala), Madinan |

Certains Kabla ont un nom d’éloge qui fait référence à un prestige ancestral. Ce nom d’éloge est généralement prononcé au cours des protocoles de salutations. Voici un exemple; "i Sêfou, Aïdra". Cela signifie: "Chérif, tu es !, honorable Aïdara". Cette formule de politesse est utilisée pour exprimer la considération qu’on a pour l’autre et son Kabla. L’individu répond alors par "N’baa" s’il est un homme ou par "N’Sée" s’il est une femme pour dire: j’acquiesce. Certains Kabla ont des équivalences qui résultent d’alliances ancestrales. Par exemple, les Dyamou ou Sia Doumbia et Kourouma sont équivalents. Sur la base de ce principe, un Doumbia peut s’appeler Kourouma. À quelques exceptions près, les noms de Kabla du Mahou se retrouvent également dans le Worodougou, dans le Denguélé et dans certains villages du département de Biankouma (Dix-Huit Montagnes) notamment chez les Toura.

## La chefferie traditionnelle mahou

### Droit d’exercice de la chefferie
Dans les villages du pays Mahou, la chefferie est exercée par une lignée. La succession à la tête du village se fait en ligne directe sauf s’il n’y a pas de garçons dans la descendance directe. Dans ce cas une succession en ligne collatérale pourrait être envisagée tout en restant dans la lignée. Voici quelques exemples de lignées exerçant la chefferie dans différentes localités du Mahou:
- Fadiga à Touba;
- Diomandé à Booko, à Ganhoué, à Ouaninou;
- Bakayoko à Koro;
- Dosso à Borotou;
- Chérif à Babouèsso;
- Bamba à Guintéguéla, à Koonan, à Ferentella, à Gbélo, à Gouaké (Baké); et
- Touré à Touresso
- Touré à Madinan

Le droit d’exercice de la chefferie par la lignée en question ne peut être ni remis en cause ni être négocié. Par exemple à Koro un Soumahoro, un Bamba, un Doumbia ou un Kallo peut être Député, Maire ou Président du Conseil Général mais il ne peut exercer le rôle de chef de village de Koro. Ce rôle revient exclusivement aux Bakayoko, descendants de la lignée d’El-Hadji Moussa Bakayoko. Kassoum Bakayoko est ainsi l’actuel chef de village de Koro. Dans les villages voisins que sont Babouèsso et Gouaké (Baké), les chefs actuels sont respectivement Vassiriki Chérif et Lahou Bamba.

### Rôle du chef de village
Le chef de village est au-dessus des chefs de Kabla, c’est le Sotii. Il est garant de la tradition, des coutumes et peut être également chef de terre Loutii. Il est responsable des sacrifices et rituels en l’honneur des ancêtres pour la protection et la prospérité du village. Il procède au règlement des litiges dans la communauté. Il est assisté dans ses tâches par ses notables. Ces derniers l’aident à prendre les grandes décisions qui concernent le fonctionnement de la communauté. Le rôle de chef de village est à vie.

### Quelques anciens chefs mahou
Le pays Mahou a connu de nombreux chefs charismatiques. L’on pourrait écrire plusieurs pages sur Karamoko Amara Fadiga de Touba, Mèman Soumaka Diomandé de Booko, Mèman Vafee Bamba de Guintéguéla, Mèman Mouefin Bamba de Koonan, Mèman El Hadji Moussa Bakayoko de Koro, Mèman Famo Diomandé de Foueman, Mèman Wasa Famba Diomandé de Ganhoué et Mèman Miavaya Diomandé de Ouaninou fondateurs des villages mentionnés.
Les générations qui ont suivi ont également connu des chefs charismatiques. Il y a eu Nadjanimory Fadiga de Touba dont il fut l'avant dernier Djamanti, Sogbèti Bamba originaire de Gbélo dont il fut le Sotii pendant de très longues années. Sogbèti avait le don de guérir des membres fracturés à partir de médicaments ou Bouè traditionnels. Il y a eu également le chef canton ou Yamaatii Denbè-Lahou Dosso. Il fut le chef du canton ou Yamaa réunissant Borotou, Niokosso, Koro et les villages environnants. Il est originaire de Borotou. Il y a eu également Zito Diomandé de Bianko. L’actuel Sotii de Koro succéda à Mamadou Bakayoko en 2011. Ce dernier succéda à Sekola Bakayoko. Sekola succéda à Kafoumba Bakayoko. Il y a eu d’autres chefs entre Kafoumba et El Hadji Moussa Bakayoko. Parmi ceux-ci on peut citer Vassiafa Bakayoko qui succéda à Moussa.

## Héritage culturel du Mahou
En plus des sites d’attraction, le pays Mahou dispose d’un héritage culturel qu’il essaie de sauvegarder. Cet héritage comprend des danses de réjouissances, des chants traditionnels, le respect des ainés, les rituels du mariage, les spécialités culinaires et les prénoms.

### Lomba
Le Lomba est un moment de retrouvailles, qui permet à la diaspora Mahou de retourner dans les villages. C’est aussi l’occasion pour les enfants de la diaspora de mieux connaître les traditions du village et les villageois. Le Lomba peut durer plusieurs jours.
La période du Lomba coïncide avec la date de l’anniversaire de la naissance du prophète de l'islam Mahomet, c’est-à-dire le Maoulid. Une fois les cérémonies religieuses relatives à la naissance du Prophète terminées, les populations ont droit à des danses traditionnelles. Des exemples de danses de réjouissances sont le Koukouba à Koro et le Bou à Dioman ou à Biémasso. Il existe bien d’autres danses selon la localité où l’on se trouve. Une cantatrice du pays Mahou s’appelle Mawa. Une de ses chansons peut être écoutée en cliquant sur le lien:
http://dioms.universpodcast.com.

### Groupe Les Galliets
Le leader du Groupe s’appelle Alidou Diabaté. Son nom d’artiste est Ali Galliet. Le groupe a lancé un genre musical sur fond Mahouka, alliant tradition et modernisme. "Samedi Soir" est un album du Groupe Les Galliets.
Le Groupe a aussi un album intitulé Éléphants 92. Cet album fut créé pour soutenir l’équipe nationale de football lors de la XVIIIe édition de la Coupe d’Afrique des Nations à Dakar en 1992. La Côte d’Ivoire fut Championne d’Afrique pour la première fois de son histoire. Éléphants 92 est du Zouglou composé avec un mélange de Français, de Gnaoua et de Mahouka. Une particularité de ce Groupe est qu’il est formé de trois frères (les frères Diabaté) et de leur ami Cyriaque un Gnaoua. Les Galliets sont basés à Abidjan.

### Société patrilinéaire
Le pays Mahou est une société patrilinéaire. De ce fait, la transmission des Dyamou ou Sia et de l’héritage passe par le lignage du père. Le père est le chef de famille. À son décès, l’héritage appelé Tchiin revient de droit à l’aîné de la famille qui assure le rôle de chef de famille. L’héritage peut cependant être géré par un frère du défunt si les héritiers ne sont pas majeurs.
Des droits de lignage maternel existent chez le Mahou. Les parents maternels sont appelés Bènaka-lou. Lorsque le chef de famille immole un mouton le cou de l’animal revient aux neveux ou Bèni-lou. C’est-à-dire aux enfants de ses sœurs ou de ses cousines du même Kabla, ces dernières étant les Bien-ni-mousso-lou. Les gigots reviennent à ses épouses. Le derrière de l’animal, appelé Gbooun, et incluant la queue revient aux Bien-ni-mousso-lou.

### Droit d’aînesse et mariage

#### Droit d’aînesse
Le droit d’aînesse est un droit fondamental chez les Mahou. La vie quotidienne de la communauté est structurée selon le critère d’âge. Chez les hommes on trouve au sommet les vieux appelés Tchomba-lou. Ils sont suivis par les adultes appelés Tchè-lou. Le troisième maillon est celui des jeunes appelés Kawé-lou. Le dernier maillon est formé par les petits garçons appelés Démou-lou. La hiérarchie des femmes est similaire à celui des hommes. Au sommet se trouvent les vieilles appelées Moussoba-lou. Elles sont suivies par les adultes appelées Mousso-lou. Le troisième maillon est celui des jeunes filles appelées Sïngbi-lou. Viennent enfin les petites filles appelées Démou-lou.
Le droit d’aînesse est régi par deux principes élémentaires. Le premier principe réside dans la formule utilisée pour appeler les aîné(e)s. Les jeunes en appelant leurs aînés garçons, précèdent toujours les prénoms de ces derniers par Ngôtchè qui signifie grand frère. Les prénoms des aînées filles sont toujours précédés par N’gôsso qui signifie grande sœur. Voici deux exemples: Ngôtchè Vassancy et N’gôsso Makoni. Dans ces exemples Vassancy et Makoni sont respectivement des prénoms masculins et féminins.
Il est de coutume chez le Mahou de faire précéder les prénoms des femmes âgées, c’est-à-dire les Moussoba-lou, de Moan signifiant grand-mère. Par exemple le prénom de jeune femme Makoko deviendra plus tard Moan-Makoko. Cette appellation est un signe de respect et de considération pour les Moussoba-lou. Une considération similaire existait pour les Tchomba-lou. Ainsi, le prénom de jeune homme Vèssou devenait plus tard Mèman-Vèssou. Mèman signifiant grand-père est de nos jours utilisé comme prénom d’un enfant plutôt qu’un signe de considération.
Le second principe consiste à se soumettre aux décisions des aîné(e)s. Dans la société traditionnelle Mahou, les cadets n’ont pas le droit de contester les décisions de leurs aîné(e)s.

#### Mariage
Le mariage est moralement obligatoire en pays Mahou pour tout homme et toute femme en âge de se marier. Le mariage renforce les liens entre Kabla et entre villages. Ce type de lien existe entre Touba et Koro. Il est né des mariages entre des Fadiga de Touba  et des femmes Soumahoro de Koro.
En pays Mahou, le processus conduisant au mariage d’un homme et d’une femme est régi par certains principes traditionnels.
La tradition conférait au chef de famille le droit de proposer à son premier fils la première femme que ce dernier devait épouser. Généralement il s’agissait de la fille d’un frère, d’une sœur ou du meilleur ami. Le fils pouvait par la suite épouser d’autres femmes s’il le souhaitait. Cette tradition qu’ont connu et vécu les générations d’avant 1940 a quasiment disparu.
Selon la tradition, les mariages sont possibles entre cousins et cousines et entre des individus de différents Kabla. Il peut cependant avoir un interdit de mariage dans certains cas. Il s’agit de cas exceptionnels. Ce type d’exception existe entre Chérif et Kallo qui sont des alliés. L’ancêtre des Cherif aurait rendu à l’ancêtre des Kallo un service de valeur inestimable. En reconnaissance à ce geste, l’ancêtre des Kallo aurait pris l’engagement de faire en sorte que sa descendance ne fasse jamais "verser les larmes" des Cherif. Il aurait ainsi demandé à ses descendants de s’abstenir d’épouser des femmes du Kabla des Chérif. Cette interdiction ancestrale est basée sur le fait que dans un mariage, l’époux pourrait volontairement ou involontairement faire "verser les larmes" de son épouse. Le terme "verser les larmes" inclus les souffrances qu’une femme pourrait endurer dans son foyer. Selon la tradition, le non-respect de cet interdit ancestral conduirait à des difficultés récurrentes chez l’époux.
La tradition exige qu’un messager appelé Furtchila soit impliqué dans le processus du mariage. Il est le lien entre les deux familles avant, pendant et après le mariage. Il est équivalent au témoin de mariage chez les occidentaux. Un rôle tout aussi important du Furtchila est de rassurer les parents de la fille que le prétendant est bien un Limèya-moo c'est-à-dire un homme digne de confiance. Le respect dû aux futurs beaux-parents défend de s’adresser à eux sans un Furtchila.
Selon la coutume, la demande en mariage d’une fille se fait auprès de ses oncles. Il s’agit des frères ou des cousins paternels du père de la fille. Cette procédure est valable aussi bien du vivant du père biologique qu’après son décès. Dans la société Mahou, les oncles paternels sont considérés comme les personnes responsables des nièces. Ils ont de ce fait le titre de Déntii-lou qui signifie responsable de l’enfant. La famille de la fille désigne généralement l’oncle à qui doit se faire la demande. Une fois la demande faite, l’oncle appelé Bènô s’entretient avec sa nièce pour lui porter l’information et l’entendre. La maman est également informée.
L’offrande de colas aux parents de la fille et son acceptation par ceux-ci est un préalable à l’acte de mariage. Ce préalable est suivi de l’annonce officielle de la demande et de la date du mariage à la communauté lorsque la demande a été acceptée. Cette annonce est faite par la famille de la future mariée ou Kongnon-mousso.
La dot appelée Furnanfou, le lavage des cheveux de la fille ou Koun-goo et la nuit de noces sont des éléments clés du mariage. Traditionnellement, le Furnanfou s’élève à 2 ou 3 bœufs. Ces bœufs ou Nissii deviennent les biens de Kongnon-mousso. Elle est libre d’en faire ce qu’elle veut. Elle peut décider de les élever pour constituer un bétail ou les vendre pour obtenir un fonds de commerce. Lors des cérémonies du mariage ou le Fursii, les coépouses de la mère de la mariée appelées Dén-ba-lou pour la circonstance jouent un rôle plus important que la mère. Le lavage des cheveux de Kongnon-mousso est une activité exclusivement réservée aux Mousso-lou sous le regard bienveillant des Moussoba-lou. Au cours de ce rituel, les Mousso-lou  font des prières, donnent des conseils à Kongnon-mousso sur la vie dans un foyer et sur l’art d’être épouse. C’est généralement un moment émotionnel pour Kongnon-mousso. La cérémonie du mariage se déroule un jeudi. Elle est conclue par la nuit de noces sous la bénédiction d’une Moussoba.
Généralement, avant la demande en mariage la famille du prétendant procède à un sacrifice en l’honneur des ancêtres en invoquant le créateur suprême. Ce rituel vise à s’assurer que le mariage une fois réalisé sera durable et fait de bonheur. Du côté de la famille de la fille, l’acceptation de la demande peut également être précédée d’un sacrifice en l’honneur des ancêtres pour les mêmes raisons. En général, le sacrifice d’un coq est suffisant.
Après le décès du mari, la femme peut se remarier à un des jeunes frères du défunt. Cette pratique était recommandée pour les deux raisons suivantes ; (1) permettre aux enfants d’avoir le même nom de Kabla afin de renforcer leurs liens, et (2) permettre à la femme de rester auprès des enfants qu’elle a eu avec le défunt pour continuer leur éducation. Ce type de remariage était facilité par différents facteurs. Les jeunes frères étaient généralement au service de leurs aînés avant le décès de ces derniers. Il existait par ailleurs des rapports de plaisanteries, dans le cadre du Nimôya, entre les cadets et les femmes de leurs aînés. Ces jeunes beaux-frères appelés Nimôtchè étaient ainsi considérés dans la pure plaisanterie comme les petits-maris de leurs belles-sœurs. Le terme Nimôtchè ne doit pas être confondu avec le terme Gnamôtchè qui signifie amant et qui se déroule dans le cadre du Gnamôya ou concubinage. La tradition Mahou interdit le Gnamôya.

### Femme mahou
En pays Mahou, le lignage maternel joue un rôle actif au cours des grandes cérémonies qui touchent un individu; par exemple le retour du pèlerinage ou lors d’un décès. Ainsi, le Mahou est attaché à ses parents maternels au même titre qu’à ses parents paternels.
La femme est avant tout une épouse et l’art d’être épouse en pays Mahou est basé sur certaines valeurs et des tâches quotidiennes. En signe de respect pour son mari, la femme Mahou fléchit les genoux en lui servant son repas ou à boire. Ce rituel est un élément clé de l’art d’être épouse.
L’excision était considérée comme une initiation préalable au mariage. Comme dans plusieurs régions de Côte d’Ivoire, cette pratique fut répandue dans le Mahou. L’initiation était placée exclusivement sous le contrôle des femmes. Juste après le passage de l’épreuve, les jeunes initiées entonnaient une chanson de bravoure comme: A tè yala kiila wélaa? Kon-gon-gon-niwé signifiant c’est donc pour ça seulement que vous avez invité la lionne? Trop petit comme épreuve. L’excision est aujourd’hui en voie de disparition. Elle n’a pas de fondement religieux et peut causer des problèmes de santé.
Les femmes ou Mousso-lou jouent un rôle prépondérant dans l’éducation des enfants en bas âges. La transmission de la langue aux enfants se fait principalement par les femmes. Avec le temps, l’éducation des garçons incombe au père et celle des filles incombe à la mère. Mais, l’éducation d’un enfant dépasse le cadre familial car il reçoit également l’éducation de la communauté. Ainsi, toutes les personnes âgées, les Tchomba-lou et les Moussoba-lou, ont de facto le droit de rappeler à l’ordre un enfant qui a un écart de conduite.
Dans les villages, les femmes partagent leur quotidien entre leurs foyers, les travaux champêtres et le commerce. Le travail agricole des femmes consiste au désherbage, à la récolte, au transport et à la commercialisation des cultures vivrières tandis que le défrichage, le semis et le traitement des cultures sont du ressort des hommes. Les Moussoba-lou ou grand-mères sont généralement spécialisées dans le filage du coton à l’aide d’une tige cylindrique en fer et d’une pierre plate. Le produit du filage sert à la fabrication de vêtements traditionnels.
Les femmes s’entraident en mettant en place un système financier informel, la tontine. Cela leur permet de se constituer un capital ou d’augmenter le capital de leurs activités commerciales. Ce capital est appelé Manangou.

### Spécialités culinaires
Il existe différentes spécialités culinaires chez les Mahou notamment le Lafri, le Namanssa-baa et la sauce feuille de gombo.

#### Lafri
Le Lafri est un plat à base de riz, la culture vivrière dominante du pays Mahou,.

#### Namanssa-baa ou Gô-baa
Le Namassa-baa ou Gô-baa est une bouillie préparée à partir de bananes plantains bien mûres, de pate d’arachide et d’huile de palme. C’est l’entrée préférée des Mahou pour rompre le jeûne pendant le mois de Ramandan appelé aussi mois de Carême. Namassa ou Gô signifie banane et baa signifie bouillie.

### Prénoms culturels
Une partie de l’héritage culturel du Mahou se trouve dans les prénoms locaux.
La majorité des prénoms Mahou ne sont pas liés à des fétiches. Il y'a une règle établie d’attribution des prénoms des enfants. Un père donne en général à ses enfants les prénoms de sa mére, sa tante paternels et maternels Il s’agit de prénoms du Mahou. Comme dans le Bafing, des prénoms culturels existaient également dans le Worodougou (ex. Médjio, Mèzè, Mètouba, Mayaman, Massoma, Mazéguela, Makani) et dans le Denguélé (ex. Nifa, Nassanaba, Vakaba, Movaly, Vamé).
Il existe au moins 36 prénoms féminins Mahou et au moins 51 prénoms masculins Mahou. À quelques exceptions près, ces prénoms n’ont pas de signification particulière. Ce sont des prénoms comme Jean ou Paul. Parfois, le Mahou fait la distinction entre deux personnes ayant le même prénom en ajoutant à leur prénom celui de leur mère. Voici un exemple : Maati-Moussa. Cet exemple signifie Moussa fils de Maati.

#### Prénoms féminins
Les prénoms féminins sont souvent précédés de MA faisant référence à ma maman.
| No. | Prénom Féminin Mahou | Équivalent              |
| --- | -------------------- | ----------------------- |
| 1   | Bêkoman              |                         |
| 2   | Fatouanta            | Fatou, Fatim, Fatoumata |
| 3   | Maati                |                         |
| 4   | Maatin               |                         |
| 5   | Mabani               |                         |
| 6   | Maboula              |                         |
| 7   | Machata              |                         |
| 8   | Mahikan              |                         |
| 9   | Madoussou            |                         |
| 10  | Mah                  |                         |
| 11  | Makemin              |                         |
| 12  | Makissa              |                         |
| 13  | Makoma               |                         |
| 14  | Makoni               |                         |
| 15  | Malomè               |                         |
| 16  | Malonan              |                         |
| 17  | Mangbè               |                         |
| 18  | Matiangué            |                         |
| 19  | Matilla              |                         |
| 20  | Massandjé, Massandié |                         |
| 21  | Massé                |                         |
| 22  | Masseni              |                         |
| 23  | Massiagbè, Machagbè  |                         |
| 24  | Massiami, Machiami   |                         |
| 25  | Massogbè             |                         |
| 26  | Mawa                 | Awa                     |
| 27  | Matégbè              |                         |
| 28  | Mayoli, Mayogoli     |                         |
| 29  | Metata               |                         |
| 30  | Mouandéza            |                         |
| 31  | Moyamou              | Mariam, Mariame         |
| 32  | Namouama, Namama     |                         |
| 33  | Ninzata              | Ami, Naminata, Aminata  |
| 34  | Nôbala, Nogobala     |                         |
| 35  | Tata                 | Mata                    |
| 36  | Toumoutou            |                         |

#### Prénoms masculins
Les prénoms masculins sont souvent précédés de VA faisant référence à papa.
| No. | Prénom masculin Mahou        | Équivalent (signification) |
| --- | ---------------------------- | -------------------------- |
| 1   | Bamoussa, Vamoussa           | Moussa                     |
| 2   | Bouakè                       | Bakary                     |
| 3   | Boulaama, Bourama            | Ibrahim                    |
| 4   | Blamassi                     |                            |
| 5   | Djiguiba                     | (Grand Espoir)             |
| 6   | Faboué                       |                            |
| 7   | Ganouho                      |                            |
| 8   | Gbaou                        |                            |
| 9   | Kafori, Kafolly              |                            |
| 10  | Kafoungbè                    |                            |
| 11  | Kamèkè                       |                            |
| 12  | Kammba, Karamogoba,Vakamon   | (Grand Maître)             |
| 13  | Kanvaly, Mainvanly           | Ali                        |
| 14  | Kouananti                    | (Erudit, Savant)           |
| 15  | Kramon, Vakramon, Karamoko   | (Maître)                   |
| 16  | Kessé, Vakessé               |                            |
| 17  | Kèlèmassa                    |                            |
| 18  | Lahou, Denbè-Lahou           | (Lahou le valereux fils)   |
| 19  | Lama                         |                            |
| 20  | Louty, Loutii                | (Chef de terre)            |
| 21  | Maméry                       |                            |
| 22  | Mamouet, Vamoua, Tchamouê    | Mamadou, Mohamed           |
| 23  | Mandjè, Miandjè              |                            |
| 24  | Mèmo                         |                            |
| 25  | Mèman-Dinguè                 |                            |
| 26  | Minvawa                      |                            |
| 27  | N’Gouamou                    |                            |
| 28  | Nôgomo, Vanômo               | Namory                     |
| 29  | Samouka                      |                            |
| 30  | Sangba                       |                            |
| 31  | Sekola                       |                            |
| 32  | Siaba                        |                            |
| 33  | Sinty                        |                            |
| 34  | Tchonmoh                     | Tiémoko                    |
| 35  | Vadro                        | Vado                       |
| 36  | Vaghoman                     |                            |
| 37  | Vagondo                      |                            |
| 38  | Vakafoumba                   |                            |
| 39  | Vakotié                      |                            |
| 40  | Vamo                         |                            |
| 41  | Vassancy                     |                            |
| 42  | Vassiafa, Vachafa            | Moustapha                  |
| 43  | Vassiki, Vachiki, Vassiriki  | Sidik                      |
| 44  | Vassindou, Sindou            | Saïd                       |
| 45  | Vassohatie                   |                            |
| 46  | Vassogbèti, Sogbèti          |                            |
| 47  | Vayanga                      |                            |
| 48  | Vessaly                      |                            |
| 49  | Vèssou                       | Youssouf                   |
| 50  | Wassina, Vazinin, Valossinin | Lacina                     |
| 51  | Zido, Zito                   |                            |

## Figures emblématiques du pays mahou
On peut classer les figures emblématiques du pays Mahou en deux groupes à savoir la "première génération" et la "seconde génération". Le classement est fait plus ou moins en fonction de la période avant et après le multipartisme en Côte d’Ivoire.

### Première génération
| Nom                                              | Localité        | Naissance            | Titre et Action |
| ------------------------------------------------ | --------------- | -------------------- | --- |
| Abdoulaye Fadiga (Feu)                           | Touba           |                      | Banquier, premier africain Gouverneur de la Banque Centrale des États de l’Afrique de l’Ouest (BCEAO) de 1975 à 1988. |
| Adama Dosso (Feu)                                | Borotou         | Borotou              | Colonel, pilote de l’air, ancien pilote du Président Félix H. Boigny. |
| Bakary Bamba                                     | Guintéguéla     | Bouaké               | Humoriste, ancien cadre à Air Afrique. |
| Blamassi Touré (Feu)                             | Mahou-Sokourala |                      | Lieutenant-colonel, premier commando fusilier marin et parachutiste ivoirien, premier commandant de la Marine nationale, champion de judo 5e dan, arbitre international olympique de judo. |
| Lama Bamba                                       | Touba           |                      | Gardien de but de l’équipe de football de Bouaké, ancien entraîneur des éléphants. |
| Lamine Fadiga (Feu) (Doyen Lamine) ou (Lamineba) | Touba           | Touba                | Ancien Président de la Chambre de Commerce de Côte d’Ivoire, fondateur du Centre des Handicapés Physiques de Bouaké, ancien député. |
| Lancina Dosso                                    | Mahou-Sokourala | Lakota               | Ancien directeur du Budget, Premier administrateur Ivoirien à la BAD, ancien ambassadeur auprès de sept pays, dont l'Arabie saoudite, le Bahreïn et les Émirats arabes unis. |
| Mamadou Bamba (Feu)                              | Guintéguéla     | Guintéguéla          | Un des premiers Vétérinaires de Côte d’Ivoire, carrière de vétérinaire à Minankro devenu Bambakro. |
| Malonan Dosso                                    | Borotou         | Borotou              | Première femme ingénieure des TRAVAUX PUBLICS (TP) de Côte d'Ivoire, ancienne directrice des TP de San Pedro. |
| Mohamed Lamine Fadika                            | Touba           | Man                  | Ingénieur de l’École navale de Brest, Contre-amiral, ministre de la Marine du Président Félix Houphouët Boigny de 1976 à 1987, ministre de l’Énergie et des Mines, ministre des Ressources minières et pétrolières sous le Premier Ministre Daniel Kablan Duncan, maire de Touba de 1985 à 1990, élu député PDCI de Touba aux élections de 2000-2001.                                 |
| Moussa Dosso (Feu)                               | Borotou         |                      | Ancien député de Borotou-Koro, fondateur du Collège la Renaissance de Bouaké. |
| Moussa Kallo                                     | Koro            | Koro                 | Ancien directeur de l’abattoir de Port-Bouët, Député PDCI de Koro (1995-1999). |
| Namaman Fadika                                   | Touba           | 11 mai 1965 à Bouaké | Sportive, handballeuse. |
| Vamogo Bagayogo (Feu)                            | Koro            | Koro                 | Ancien secrétaire général du PDCI section Borotou-Koro, Premier Maire de Koro (1995). |
| Vamoussa Bamba (Feu)                             | Touba           |                      | Ancien directeur du Lycée technique d´Abidjan, ministre des Travaux publics, Transports, de la Construction et de l’Urbanisme dans le XVe gouvernement de la République de Côte d’Ivoire (RCI) formé le 16 octobre 1989, ministre de l’Éducation nationale dans le XVIe gouvernement de la RCI formé le 30 novembre 1990 et dirigé par le Premier Ministre Alassane Dramane Ouattara. |
| Vanômo Bamba (Feu)                               | Guintéguéla     | Guintéguéla          | Commissaire, fondateur : Lycée Aimé Césaire de Yopougon à Abidjan. |
| Vassancy Bamba                                   | Ferentella      |                      | Colonel, ancien pilote du Président Félix H. Boigny, ancien attaché militaire à l'ambassade de Côte d'Ivoire à Paris. |
| Mamadou Diomandé (Feu)                           | Booko           |                      | Ancien et premier Greffier chef au tribunal d’Abidjan plateau. |
| Vassiriki Soumahoro                              | Booko           |                      | Ancien secrétaire général du PDCI à Booko. |
| Kélémassa Bamba                                  | Teko            |                      | Ancien Directeur des Centres Techniques et Professionnels de Côte d'Ivoire. |

### Seconde génération
| Nom                              | Localité        | Naissance  | Titre et Action |
| -------------------------------- | --------------- | ---------- | --- |
| Al Moustapha Touré               | Mahou-Sokourala | Bouaké     | Homme d’affaires, Président du Mouvement J’aime Gbagbo. |
| Amara Bamba                      | Touba           |            | Maire de Touba, élu lors des élections législatives de 2000-2001. |
| Gbaou Diomandé                   | Ouaninou        | Abengourou | Ingénieur agronome, député de Koonan et Ouaninou pour le PDCI, élu lors des élections législatives de 2000-2001. |
| Ibrahima Bakayoko                | Koro            | Agboville  | Architecte, fondateur du Cabinet Made Architecture, représentant Rassemblement des Républicains (RDR) dans le Bafing, désigné Président du Conseil d'administration (PCA) de la SICOGI en octobre 2011, élu député de Koro en décembre 2011 pour le RDR. Réélu député RHDP de Koro de 2016 au 6 mars 2021. |
| Ibrahima Bayo                    | Koro            | Bouaké     | Ancien sous-préfet à Bettié (Moyen-Comoé), promu secrétaire général de la préfecture de Danané (Dix-Huit Montagnes) en 2007. Préfet de Madinani (Kabadougou) de 2013 à 2016. Nommé le 25 septembre 2019 membre de la Commission Électorale Indépendante (CEI) au titre du Ministère de l'administration territoriale. Nommé en décembre 2019 Directeur Général de l'administration du territoire. |
| Karamoko Fodé Sako               | Madina          | Lakota     | Colonel, premier Président du Conseil général de Touba, élu en 2002 (de 2002 à 2013). |
| Karim Fadiga                     | Touba           |            | Cadre du Parti Ivoirien des Travailleurs (PIT), promu ministre de l’Environnement, des Eaux et Forêts en mars 2010 dans le deuxième Gouvernement dirigé par le Premier Ministre Guillaume Kigbafori Soro. |
| Kassoum Fadika                   | Touba           |            | Ancien directeur général de Petroci (2002 à 2010). |
| Mamadou Fofana                   | Touba           | Man        | Docteur en géologie appliquée : télédétection et système d’information géographique (Bordeaux 1), responsable du Comité national de Télédétection et d’Information géographique (CNTIG) de 1992 à 2000. |
| Mamadou Sanogo                   | Ferentella      | Guiglo     | Secrétaire national RDR chargé des élections, nommé ministre de la Construction, de l’Assainissement et de l’Urbanisme en avril 2011 dans le premier gouvernement du Président Alassane Dramane Ouattara. Nommé le 4 septembre 2019 Ministre de l'économie numérique et de la poste au sein du 3e Gouvernement du Premier Ministre Amadou Gon Coulibaly. Reconduit le 3 août 2020 Ministre de l'économie numérique et de la poste au sein du gouvernement du Premier Ministre Hamed Bakayoko, jusqu'au 6 avril 2021. Élu le 12 juin 2021 Député de Ouaninou pour la période 2021 - 2026. Réélu le 2 septembre 2023 Président du Conseil Régional du Bafing pour la période 2023 - 2028.}. |
| Mahamadou Koné                   | Ganhoué         | Abidjan    | Premier Président national de la Jeunesse du PDCI (JPDCI). |
| Maméry Doumbia                   | Koro            |            | Ancien sous-préfet à Tabou (Bas-Sassandra), promu secrétaire général de la préfecture de Bongouanou (N’Zi-Comoé) en 2007. |
| Namory Soumahoro                 | Koro            | Koro       | Fondateur de Yirima Assurances, élu maire de Koro en 2001 pour le RDR. |
| Sarra Fadika épouse Sako         | Touba           | Touba      | Élue député en décembre 2011 pour le RDR puis Première vice-Présidente de l'Assemblée nationale de mars 2012 à décembre 2016. Élue sénatrice le 24 mars 2018 au sein du premier sénat de la République de Côte d'Ivoire. Réélue sénatrice le 16 septembre 2023 au sénat de la République de Côte d'Ivoire. |
| Souleymane Diomandé (La Grenade) | Bianko          |            | Sergent-chef, ancien aide de camp du général Président Robert Guéi de 1999 à 2000. |
| Sita Dosso                       | Borotou         |            | Député de Booko, Borotou et Koro, élue lors des élections de 2000-2001. |
| Vassidiki Bamba                  | Koonan          |            | Maire de Koonan, élu lors des élections législatives de 2000-2001. |
| Youssouf Soumahoro               | Koro            | Issia      | Ancien cadre à la Banque Ouest Africaine de Développement (BOAD), Ministre de la Formation technique et professionnelle sous le Premier Ministre Seydou Elimane Diarra, ministre du Commerce sous les Premiers Ministres Charles K. Banny et Kigbafori G. Soro. Membre des Forces nouvelles de Côte d’Ivoire. |
| Kanvaly Diomandé                 | Tienko          |            | Docteur en économie, Professeur agrégé d'université. Président de la chambre des comptes de la cour suprême de avril 2014 à janvier 2018, Président de la cour des comptes depuis janvier 2018. |
| Lassina Diomandé                 | Booko           |            | Maire de Booko de 2000 à 2013, Député de Booko, Borotou, Mahandougou et Niokosso commune et sous-préfecture depuis 2011. Président du Conseil régional du Bafing de 2013 à 2018 . Le 6 août 2018, il a reçu le prix du meilleur élu local de Côte d'Ivoire. |
| Moussa Sanogo                    | Ganhoué         | Dimbokro   | Ingénieur statisticien-économiste, ancien cadre de la Banque Centrale des États de l'Afrique de l'Ouest (BCEAO). Nommé en juillet 2017 Secrétaire d'État auprès du Premier Ministre Amadou Gon Coulibaly, chargé du budget et du portefeuille de l'État. Nommé le 4 septembre 2019 Ministre auprès du Premier Ministre Amadou Gon Coulibaly, chargé du Budget et du Portefeuille de l'État. Nommé le 3 août 2020 Ministre du Budget et du Portefeuille de l'État au sein du gouvernement du Premier Ministre Hamed Bakayoko. Élu le 6 mars 2021 Député de Touba commune pour la période 2021 - 2026. Reconduit le 6 avril 2021 Ministre du Budget et du Portefeuille de l'État au sein du gouvernement du Premier Ministre Patrick Jerôme Achi 1. Reconduit le 20 avril 2022 Ministre du Budget et du Portefeuille de l'État au sein du gouvernement du Premier Ministre Patrick Jerôme Achi 2. Élu le 2 septembre 2023 Maire de Touba pour la période 2023 - 2028. Reconduit le 17 octobre 2023 Ministre du Patrimoine, du Portefeuille de l'État et des Entreprises Publiques au sein du gouvernement du Premier Ministre Robert Mambé Beugré 1. |

## Diaspora mahou
Un adage Mahouka dit : ni ma taman i tè soolon, taman la fissa. Cet adage signifie si tu ne voyages pas tu ne connaîtras pas d’autres contrées et cultures, voyager en vaut la peine car il cultive et développe l’esprit d’ouverture. Une des chansons du Groupe Les Galliets, album Samedi Soir, est basée sur cet adage. Ainsi, la diaspora Mahou se trouve à l’intérieur du pays, en Côte d’Ivoire, et à l’étranger. Des études ont montré qu’en 1971 la population de la diaspora Mahou dans les villes hors du terroir était deux fois plus importante que celle du terroir.
Dans les villes hors du terroir, le Mahou est souvent assimilé à son frère ou à sa sœur Koya (Koyaka) du Worodougou, par leur allié Sénoufo. L’alliance des Mahou et Koya avec les Sénoufo est scellée dans une institution appelée Sinangouya. C’est une parenté à plaisanterie d’importance considérable dans le quotidien de ces peuples. Le Mahou et le Koya ont des similarités culturelles et des liens historiques. Mais, il s’agit de peuples différents. Mahou et Koya se reconnaissent facilement par leurs accents. Les personnes qui ont une connaissance sommaire de ces deux peuples, les appellent Dioula. Dioula signifie en réalité commerçant. La langue traditionnellement utilisée pour le commerce dans les grandes villes de Côte d’Ivoire est également appelée Dioula. L’appellation correcte de cette langue est cependant: Taboussikan. Elle est plus facile à parler et à comprendre que le Mahouka et le Koyaka.

### Diaspora mahou à l’intérieur du pays
En Côte d’Ivoire, la diaspora Mahou se trouve principalement dans les villes du Sud du pays. Cette diaspora s’est constituée longtemps avant l’indépendance de la Côte d’Ivoire en 1960.
| Villes      | Familles                                                                                                |
| ----------- | --- |
| Abidjan     | Diomandé ,Bakayoko, Diabaté, Dosso, Kalo, Koné, Bamba, Meité, Soumahoro                                 |
| Abengourou  | Bakayoko, Diomandé                                                                                      |
| Agboville   | Bakayoko, Diabaté, Kalo, Kalogo                                                                         |
| Bassam      | Chérif, Soumahoro, Diabaté                                                                              |
| Bouaké      | Bakayoko, Bayo, Soumahoro, Bamba, Diomandé, Doumbia, Dosso, Fadiga, Fofana, Kalogo, Sako, Sanogo, Touré |
| Dabou       | Bakayoko, Kallo                                                                                         |
| Daloa       | Bamba, Bakayoko, Kallo, Soumahoro                                                                       |
| Danané      | Chérif, Kallo, Soumahoro                                                                                |
| Gagnoa      | Bamba, Diabaté, Soumahoro, Diomandé, Kallo, Touré                                                       |
| Issia       | Fadika, Soumahoro                                                                                       |
| Lakota/Divo | Bamba, Diomandé, Soumahoro, Dosso, Touré, Sako, Koné, Fofana                                            |
| Man         | Fadika, Fofana, Kallo, Soumahoro, Touré, Doukouré, Bamba, Sako, Traoré                                  |
| San Pedro   | Bamba, Fadiga, Soumahoro                                                                                |
| Toumodi     | Bamba, Diomandé                                                                                         |

Parmi cette diaspora se trouvaient des commerçants, des transporteurs, des négociants de café-cacao et des fonctionnaires. On peut citer: Amara Doukouré (dit Amara-djan) à Man, Baba Kalogo à Bouaké (1922 – 15 mars 2001), Brahima Bamba à Daloa, Dagobert Touré à Bouaké, Doyen Lamine Fadiga à Bouaké, Falikou Fadiga à Bouaké, Fodé Kalo à Abidjan, Ibrahima Chérif à Bassam, Kalifa Bamba à Bouaké, Karamoko Fadika à San-Pédro, Lacina Kalo à Agboville, Lamine Soumahoro à Issa, Mamadou Bamba à Minankro, Mamadou Kallo (dit Amadouba) à Man, Mamboutou Bakayoko à Agboville, Maméry Diomandé à Bouaké, Mangbè-Boulaye Soumahoro à Man, Mèman Bamba à Man, Moussa Dosso à Bouaké, Minvawa Diomandé à Toumodi, Soualiho Dosso à Bouaké, Soumaïla Bakayoko à Bouaké, Tchomba Doumbia à Bouaké et Vakalo Kallo à Danané, Abdoulaye Diomande à Adzope Bon nombre des membres de cette génération, nés entre 1915 et 1932, sont décédés.
La diaspora comprenait également des Imams. On peut citer: Bouakè Dosso (originaire de Niokosso), Karamoko Touré (originaire de Touresso), Kouananti Bamba (originaire de Toulo) et Souleymane Bakayoko dit (Chômanan) (originaire de Koro).
Des femmes de la diaspora sont actives dans le commerce ; achat de marchandises à l’extérieur de la Côte d’Ivoire et revente en Côte d’Ivoire. Leurs réseaux commerciaux s’étendent à Dubaï, à Singapour, à Lomé, à Cotonou et à Bamako. Pour minimiser les coûts de transports elles créent parfois un fonds commun et désignent une personne pour effectuer le voyage au nom de toutes.
En général, la diaspora à l’intérieur du pays est organisée autour d’un leader de la communauté. Parmi les anciens leaders il y a eu: 
- À Toumodi, entre 1950-1970, Tiémoko Bamba, de Toulo, décédé en 1978-1979.
- À Man, entre 1950-1970, Mamadou Kallo dit Mamouet-djan (1896-1975).
- À Bouaké, entre 1960-1980, Doyen Lamine Fadiga décédé en 1990.
- À Abengourou, l’Imam Souleymane Bakayoko décédé en 2002.
- À Issia, Lamine Soumahoro décédé le 20 mars 2007.

### Diaspora mahou à l’extérieur du pays
Hors de la Côte d’Ivoire, la diaspora Mahou se trouve en France, au Canada, en Italie, aux États-Unis et en Arabie saoudite. Cette diaspora s’est véritablement constituée après 1990.
| Pays            | Localité     |
| --------------- | ------------ |
| Angleterre      | Londres      |
| Arabie saoudite | Djeddah      |
| Belgique        | Bruxelles    |
| Belgique        | Liège        |
| Belgique        | Namur        |
| Canada          | Montréal     |
| Canada          | Toronto      |
| France          | Paris        |
| France          | Lille        |
| Italie          | Rome         |
| USA             | Philadelphia |
| USA             | Atlanta      |
| USA             | Washington   |
| USA             | New York     |